# Casa di Sallustio

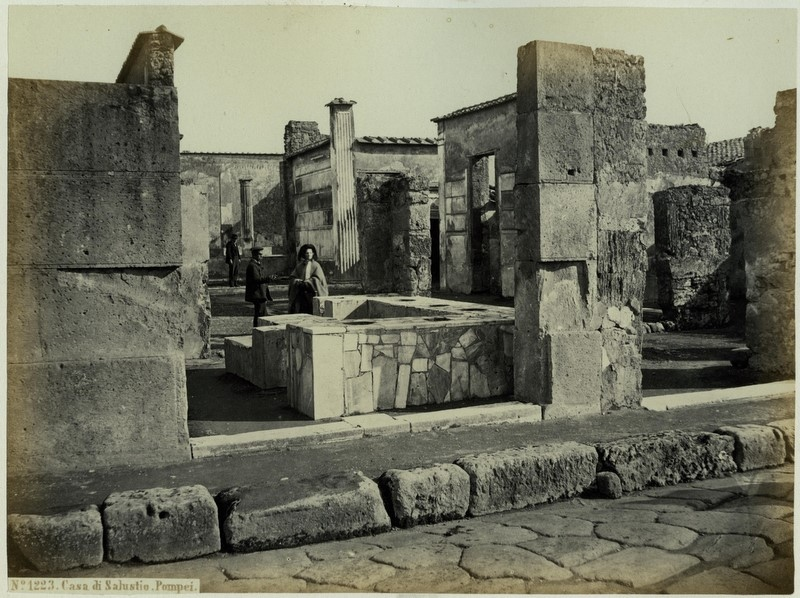
L'edificio in una foto di Giorgio Sommer.

La casa di Sallustio è una domus situata nell'antica Pompei (VI, 2, 4).

## Storia

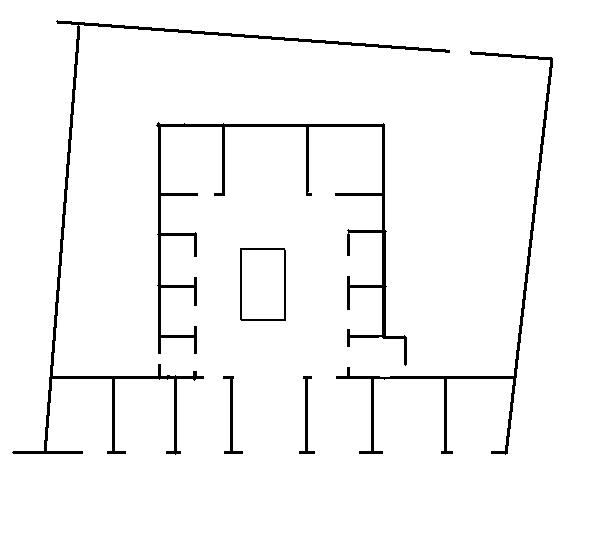
La pianta dell'edificio

La parte più antica della casa è stata datata al IV secolo a.C., ma l'espansione più rilevante fu costruita nel II secolo a.C. La lunga storia di questa struttura fornisce importanti elementi sullo sviluppo delle residenze delle classi superiori a Pompei.
La casa si trova nella insula 2 della Regio VI, sul lato orientale della Via Consolare. Ha preso il suo nome moderno da un'iscrizione elettorale che si trova sulla facciata, che raccomanda un Gaius Sallustius. Un altro nome è Casa di A. Cossus Libanus, da un sigillo trovato tra le rovine.
Scavata la prima volta tra il 1805 e il 1809, fu danneggiata da una bomba durante la seconda guerra mondiale, e restaurata nel 1970.

## Descrizione

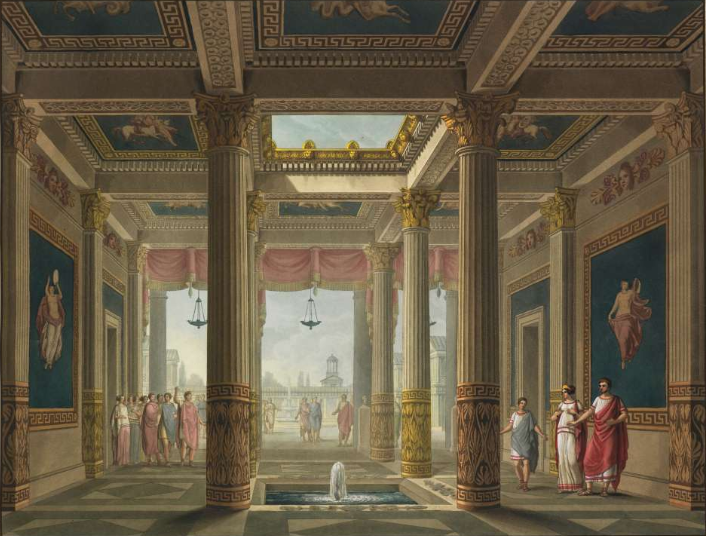
Alessandro Sanquirico, fondale per il primo atto, quadro primo, dell'opera L'ultimo giorno di Pompei di Giovanni Pacini: atrio della casa di Sallustio (Teatro alla Scala, stagione 1827).

La casa di Sallustio fu in origine una domus a singolo atrio di periodo sannita, costruita in blocchi di tufo. Aveva sei botteghe nel lato occidentale e un corridoio di ingresso nel centro. Questo arrivava in un atrio con compluvium e impluvium. L'atrio conteneva due alae, quattro cubicula, un tablinum, quattro altre stanze e un giardino.
È possibile identificare l'aggiunta di nuove strutture, come il peristilio, introdotto dalla Grecia nel II secolo a.C., un secondo atrio, che divenne di moda nello stesso periodo. Forse era previsto l'uso di gran parte dello spazio non ancora edificato, ma lo sviluppo fu interrotto improvvisamente dalla eruzione del Vesuvio.